# (72614) 2001 FU20
(72614) 2001 FU20 – planetoida z pasa głównego asteroid okrążająca Słońce w ciągu 5,27 lat w średniej odległości 3,03 j.a. Odkryta 19 marca 2001 roku.